# Chuck Palahniuk
Chuck Palahniuk, właśc. Charles Michael Palahniuk (IPA: [ˡpɑlənɪk]) (ur. 21 lutego 1962 w Pasco) – amerykański powieściopisarz, eseista i dziennikarz.
Najbardziej znany z powieści Podziemny krąg (Fight Club), zekranizowanej przez Davida Finchera w 1999 roku. Dzięki filmowi oraz dwóm następnym książkom – Invisible Monsters oraz Rozbitek (obie 1999) – pisarz zdobył rozgłos. Jednak dopiero Udław się (Choke), zamieszczona na liście bestsellerów The New York Times, utwierdziła jego popularność.
Jego styl można określić jako minimalizm z elementami cynizmu i ironicznego czarnego humoru. Mieszanka specyficznego poczucia humoru i dziwacznych wydarzeń, które autor wplata w swoje historie sprawiła, że Palahniuk bywa określany jako „pisarz szokujący” i często jest krytykowany.
Pisarz utrzymuje ścisły kontakt ze swoimi fanami, m.in. za pośrednictwem swojej strony internetowej prowadzi warsztaty pisarskie.

## Życiorys
Palahniuk początkowo mieszkał wraz z rodzicami, Carol i Fredem Palahniuk w przyczepie kampingowej w Burbank, w stanie Waszyngton. Jego rodzice, którzy potem się rozwiedli, często pozostawiali Chucka wraz z trójką rodzeństwa pod opieką dziadków na pobliskim ranczo.
W 1986 roku Palahniuk skończył dziennikarstwo na Uniwersytecie Oregon. W czasie studiów pracował jako stażysta w rozgłośni KLCC w Eugene. Po przeprowadzce do Portland najpierw krótko był reporterem lokalnej gazety, a potem pracował jako mechanik samochodowy w zakładach Freightliner – aż do chwili, gdy poświęcił się wyłącznie pisarstwu.
Pragnąc w życiu zadbać o coś więcej niż tylko o karierę, Palahniuk zgłosił się jako wolontariusz do pracy w schronisku dla bezdomnych. Następnie, także nieodpłatnie, organizował transport dla nieuleczalnie chorych, zapewniając im w ten sposób udział w grupach wsparcia. Zaprzestał tej działalności dopiero wtedy, gdy zmarł jeden z jego podopiecznych, z którym był bardzo związany.
W tym samym czasie Palahniuk był także członkiem Cacophony Society, założonego przez ocalałych członków sekty Suicide Club of San Francisco, i regularnie uczestniczył w spotkaniach stowarzyszenia, m.in. w dorocznym Santa Rampage (Święto Szaleństwa – otwarte dla publiczności przyjęcie z okazji świąt Bożego Narodzenia, słynące z niewybrednych żartów i pijaństwa). Doświadczenia związane z uczestnictwem w spotkaniach stowarzyszenia opisał zarówno w swojej beletrystyce, jak i reportażach.
Palahniuk zaczął pisać w połowie czwartej dekady swojego życia. Według jego relacji stało się to wtedy, gdy chcąc poznać nowych znajomych, zaczął uczęszczać na warsztaty dla pisarzy organizowane przez Toma Spanbauera. To właśnie Spanbauer zainspirował go do posługiwania się minimalistycznym stylem pisania. Pierwsza książka Palahniuka, Insomnia: If You Lived Here, You’d Be Home Already, nie została nigdy opublikowana, ponieważ jej autor nie był do końca przekonany do opowiedzianej historii (fragmenty znalazły się w książce Podziemny krąg). Kolejna pozycja Invisible Monsters została odrzucona jako zbyt obrazoburcza. To z kolei skłoniło pisarza do napisania powieści Podziemny krąg, w zamierzeniu jeszcze bardziej kontrowersyjnej. Po opublikowaniu opowiadania (które stało się później szóstym rozdziałem książki), które pojawiło się w zbiorze Pursuit of Happiness, rozwinął jego wątki w całą historię, którą nieoczekiwanie jego wydawca zgodził się opublikować. Pomimo że pierwsze wydanie zdobyło zarówno pozytywne recenzje, jak i nagrody, nie stało się bestsellerem. Podobne były początkowe losy filmu nakręconego w 1999 przez Davida Finchera. Sukcesem okazało się dopiero wydanie płyty DVD, które sprawiło, że film stał się zjawiskiem kultowym. Wkrótce część wielbicieli filmu Podziemny krąg zafascynowała twórczość Chucka Palahniuka. W 1999 roku pojawiła się na rynku przejrzana wersja Invisible Monsters oraz nowa książka Rozbitek (Survivor). Dzięki nim, zamieszanie wokół filmu przeniosło się na kult pisarza. Kilka lat później Palahniuk napisał powieść Udław się (Choke) – ona pierwsza znalazła się na prestiżowej liście bestsellerów dziennika „The New York Times”. Sukces umożliwił pisarzowi zajęcie się wyłącznie pisaniem i promowaniem swoich książek.
Ten sam rok 1999 miał ogromny wpływ na twórczość Palahniuka jeszcze z jednego powodu. W tym właśnie roku ojciec pisarza wraz z towarzyszką życia został bestialsko zastrzelony, a następnie spalony w swoim domku letniskowym. Dwa lata później zabójcę uznano winnym dwóch zabójstw pierwszego stopnia i skazano na karę śmierci. W cieniu tych wydarzeń Palahniuk rozpoczął pracę nad kolejną powieścią Kołysanka (Lullaby). Pisarz powiedział później, że książka ta pomogła mu pogodzić się z tymi wydarzeniami.
We wrześniu 2003 roku podczas wywiadu dla Entertainment Weekly, przeprowadzanego przez Karen Valby, Palahniuk w zaufaniu przekazał dziennikarce informację związaną ze swoim narzeczonym. Dotychczas wszyscy sądzili, że pisarz ma żonę. Kilka tygodni później Palahniuk, przekonany o tym, że dziennikarka ma zamiar podzielić się tą poufną informacją z czytelnikami, zamieścił na swojej stronie internetowej nagranie audio, w którym nie tylko oficjalnie przyznawał się do orientacji homoseksualnej, ale także w niewybredny sposób krytykował dziennikarkę i jej rodzinę. Gdy okazało się, że podejrzenia pisarza były nieuzasadnione (artykuł nie zawierał bowiem żadnej wzmianki na ten temat), wypowiedź zniknęła z Internetu. To jednak z kolei spowodowało, że część wielbicieli autora nabrała przekonania, że pisarz wstydzi się swojej orientacji seksualnej. Nagranie usunął jednak nie sam autor, lecz webmaster jego strony internetowej, Dennis Widmyer – nie dlatego, że dotyczyło seksualizmu, tylko z powodu obraźliwych fragmentów o Valby. Palahniuk umieścił wówczas w Internecie nowy komentarz, w którym prosił swoich fanów o wyrozumiałość i przestrzegał przed przesadną reakcją na umieszczoną poprzednio informację.
W wywiadzie dla The Guardian Palahniuk twierdził, iż podczas spotkań z czytelnikami, gdzie prezentował fragmenty opowiadania „Flaki” miało ponoć zemdleć z wrażenia blisko 35 osób. Opowiadanie zostało później opublikowane w Playboyu, a następnie znalazło się w zbiorze Opętani. Podczas promocji kolejnej książki Stranger Than Fiction: True Stories latem 2004 roku Palahniuk odczytał opowiadanie jeszcze raz, a wówczas liczba omdleń wzrosła do 53, by sięgnąć 60 w czasie innego spotkania z czytelnikami. Palahniuk najwidoczniej nie przejął się tymi incydentami. Nie powstrzymują one także jego wielbicieli od lektury opowiadania „Guts” oraz innych dzieł pisarza.
Mieszka w Portlandzie w stanie Oregon.

## Styl pisarski
Wszystkie książki Palahniuka, które ukazały się przed Kołysanką, charakteryzują pewne podobieństwa. Ich bohaterami są najczęściej ludzie zepchnięci na margines społeczeństwa, którzy na swoją sytuację reagują autodestruktywną agresją. (Palahniuk określa ten rodzaj powieści jako fikcję transgresyjną). W swoich powieściach pisarz piętnuje aktualne problemy społeczne, jak choćby powszechny konsumpcjonizm. Po wydarzeniach 11 września 2001 roku Palahniuk, trzymając się tych samych tematów, wybiera bardziej subtelną formę. Począwszy od Kołysanki, jego książki stają się satyrycznymi powieściami grozy.
Narracja prozy Palahniuka zwykle rozpoczyna się finałem akcji, umożliwiając bohaterowi opowiedzenie zdarzeń, które doprowadziły do punktu rozpoczynającego historię opowiedzianą w książce. Tak dzieje się choćby w powieści Rozbitek (Survivor). Z kolei w Kołysance autor miesza linearny typ narracji z retrospekcją w niemal każdym rozdziale. Tylko powieści Udław się i Dziennik (Diary) charakteryzuje przede wszystkim linearna narracja. Bez względu jednak na rodzaj narracji, zwykle pod koniec powieści następuje gwałtowny zwrot akcji, który rzuca nieco odmienne światło na finał wydarzeń (sam autor określa to jako „ukrytą broń”).
Styl Palahniuka odwołuje się swą formą do takich pisarzy, jak Gordon Lish czy Amy Hempel. To, co sam autor określa jako „minimalistyczne podejście”, oznacza w praktyce stosowanie ograniczonego słownictwa i krótkich, urwanych zdań, co w zamyśle ma odzwierciedlać sposób, w jaki przeciętny człowiek opowiada jakąś historię. W jednym z wywiadów autor przyznał, że woli używać czasowników zamiast przymiotników. Charakterystyczne dla powieści Palahniuka są także liczne powtórzenia, zwykle kilka powielanych w całej powieści zdań, które autor nazywa „refrenami”. Pisarz mówi, że takie „refreny-powtórzenia” występują też pomiędzy jego powieściami: są nimi na przykład błękitnawy kolor mąki kukurydzianej i miasto Missoula w Montanie, obecne we wszystkich książkach. Palahniuk znany jest jednak przede wszystkim ze swojego cynizmu i ironicznego czarnego humoru, które przewijają się przez wszystkie jego powieści. To właśnie ta mieszanka specyficznego poczucia humoru i dziwacznych wydarzeń, które autor wplata w swoje historie (budząca wśród niektórych czytelników poczucie dyskomfortu), sprawiła, że Palahniuk bywa określany przez media jako „pisarz szokujący”.
Chuck Palahniuk tworzy także prozę niefikcyjną. Pracując jako niezależny dziennikarz, Palahniuk pisze eseje i reportaże na rozliczne tematy – czasami uczestniczy w opisywanych zdarzeniach, co dodaje im wiarygodności. Autor przeprowadza także wywiady ze sławnymi ludźmi, na przykład z aktorką Juliette Lewis czy piosenkarzem Marilynem Mansonem. Artykuły te ukazują się później w różnych czasopismach i gazetach, takich jak Los Angeles Times czy Gear. Niektóre z nich Palahniuk umieścił w zbiorze Stranger Than Fiction: True Stories. Inne włączył do swoich powieści, by – jak mówi – czytelnik jeszcze mocniej poczuł ich atmosferę.

## Krytyka
Palahniuk jest często negatywnie oceniany przez media. Określenia typu „pisarz szokujący” dotyczą przede wszystkim odbiegających od normy zachowań czy dziwacznych sytuacji opisywanych przez Palahniuka, które traktuje on raczej z humorystycznym dystansem niż potępieniem. Pojawiają się także pytania, czy takie, niemające przecież miejsca w rzeczywistości zdarzenia, są konieczne dla wymowy powieści, czy też pisarz stosuje je tylko po to, by zaszokować czytelników. Wiele osób zgadza się z opinią, że twórczość Palahniuka można by zaklasyfikować jako nihilistyczną lub skłaniającą się ku nihilizmowi. Sam Palahniuk twierdzi, że nie jest nihilistą, lecz romantykiem, bo wyraża idee w które inni nie wierzą.
Proza Palahniuka spotyka się także z jeszcze ostrzejszymi zarzutami. Krytycy podejmują wątek seksizmu w jego powieściach, co jednak dotyczy przede wszystkim filmu Podziemny krąg, choć jego scenariusz nie jest dziełem pisarza. Z podobnymi zarzutami spotkała się także książka Dziennik (Diary). Miłośnicy Palahniuka zwracają jednak uwagę, że osoby, które w jego powieściach wygłaszają takie poglądy, zwykle zmieniają swój punkt widzenia pod koniec danego utworu.
Niektórzy krytycy zaznaczają, że po napisaniu książki Podziemny krąg Palahniuk wciąż trzyma się jednej konwencji stylistycznej. Podkreślają na przykład, że narratorzy książek Podziemny krąg, Udław się i Rozbitek posługują się tym samym językiem i sposobem myślenia, choć pochodzą z diametralnie różnych środowisk (narratorem książki Podziemny krąg jest wykształcony, obyty w świecie i cyniczny przedstawiciel klasy średniej, podczas gdy o losach Rozbitka opowiada wychowany w całkowitej niemal izolacji od reszty społeczeństwa członek sekty samobójców, który ledwo ocalał z pogromu). Wszystkie te trzy powieści łączą ponadto bardzo krótkie zdania i akapity, liczne odwołania do kultury masowej oraz cyniczne komentarze dotyczące współczesności.
Jednocześnie posiada duże grono zwolenników i fanów. W 2003 fani powiązani z oficjalną stroną internetową pisarza stworzyli film dokumentalny o jego życiu: Postcards from the Future: The Chuck Palahniuk Documentary. Oficjalna strona fanów, „The Cult” („Kult”), jak nazywają siebie fani, zainicjowała prowadzone przez Palahniuka warsztaty pisarskie, gdzie Palahniuk uczy ich różnych trików swojego zawodu. Każdego miesiąca Palahniuk udostępnia opracowanie jednej z metod pisarskich, by później odpowiadać na pytania z nią związane.

## Ekranizacje
Sukces ekranizacji Podziemnego kręgu sprawił, że filmowcy zaczęli interesować się inną powieścią – Rozbitkiem. Prawa do nakręcenia Rozbitka zostały sprzedane na początku 2001, ale żadne studio filmowe nie zobowiązało się do przeniesienia powieści na duży ekran. Po atakach na Pentagon i World Trade Center z 11 września 2001 studia filmowe najwidoczniej uznały, że film byłby zbyt kontrowersyjny. Było to spowodowane faktem, iż główny bohater powieści uprowadza cywilny samolot i rozbija go w australijskim buszu. Jednak w połowie 2004 roku wytwórnia 20th Century Fox zadeklarowała, że stworzy adaptację powieści. Palahniuk twierdzi, że film będą tworzyć twórcy filmu Constantine. W międzyczasie zostały sprzedane także prawa do sfilmowania Niewidzialnych potworów (Invisible Monsters), Udław się i Dziennika.
21 stycznia 2008 roku premierę miała ekranizacja Udław się w reżyserii Clarka Gregga. Film otrzymał nagrodę specjalną jury w Sundance w 2008 roku. W roli głównej wystąpił Sam Rockwell.
Powstały też krótkometrażówki:  w 2008 r. na podstawie noweli Punch Drunk (3 min), w 2012 na podstawie opowiadania Romance (27 min), powieści Kołysanka pt. Pieces (12 min)
Niewiele wiadomo o pozostałych produkcjach; między innymi Jessica Biel podpisała kontrakt na grę Invisible Monsters zarówno jako Shannon, jak i Brendy. Prace miały rozpocząć się w 2004, ale od 2005 produkcja nie została zainicjowana. David Fincher wyraził zainteresowanie sfilmowaniem Dziennika jako miniserial dla HBO.
Oprócz filmów, Podziemny krąg został zaadaptowany jako gra video – luźno oparta na filmie „bijatyka”. Została wydana w październiku 2004 i w większości zebrała kiepskie recenzje. Palahniuk wzmiankował, że wraz z Davidem Fincherem i Trentem Reznorem pracuje nad musicalem opartym na filmie. Brad Pitt, który grał w nim Tylera Durdena, wstępnie wyraził zainteresowanie musicalem.
Graficzna adaptacja Niewidzialnych potworów i Kołysanki, której autorem jest Gabor Kiss, dostępna jest w internecie.

## Nagrody
Palahniuk zdobył następujące nagrody:
- 1997 – Pacific Northwest Booksellers Association Award (Podziemny krąg)
- 1997 – Oregon Book Award for Best Novel (Podziemny krąg)
- 2003 – Pacific Northwest Booksellers Association Award (Kołysanka).

Był także nominowany do następujących nagród:
- 1999 – Oregon Book Award for Best Novel (Rozbitek)
- 2002 – Bram Stoker Award for Best Novel (Kołysanka)

### Powieści
- Insomnia: If You Lived Here, You'd Be Home Already (wczesne lata 90., niepublikowana)
- Podziemny krąg (Fight Club) – (1996, polskie wydanie 2001 i 2006)
- Rozbitek (Survivor) (1999, polskie wydanie 2006)
- Niewidzialne potwory (Invisible Monsters) (1999, polskie wydanie 2010)
- Udław się (Choke) (2001, polskie wydanie 2007)
- Kołysanka (Lullaby) (2002, polskie wydanie 2012)
- Dziennik (Diary) (2003, polskie wydanie 2008)
- Opętani (Haunted) (2005, polskie wydanie 2009)
- Rant (2007, polskie wydanie 2012)
- Snuff (2008, polskie wydanie 2013)
- Pigmej (Pygmy) (2009, polskie wydanie 2011)
- Powiedz wszystko (Tell All) (2010, polskie wydanie 2011)
- Potępieni (Damned) (2011, polskie wydanie 2011)
- Invisible Monsters Remix (2012)
- Phoenix (2012, Kindle E-book, opowiadanie ukazało się potem także w „Make Something Up”)
- Przeklęci (Doomed) (2013, polskie wydanie 2015)
- Pełnia piękna (Beautiful You) (2014, polskie wydanie 2016))
- Make something up (2015)
- Fight club 2 #1-10 (2015-2016, polskie wydanie 2015-2016)
- Bait: Off-Color Stories For You To Color (2016)
- Dzień prawdy (Adjustment Day) (2018)
- Fight Club 3 (2019)
- The Invention of Sound (2020)
- Not Forever, But For Now (2023)
- Shock Induction (2024)

### Proza niefikcyjna
- Uchodźcy i wygnańcy. Spacer po Portland w stanie Oregon (Fugitives and Refugees: A Walk in Portland, Oregon) (2003, polskie wydanie 2008)
- Stranger Than Fiction: True Stories (2004)
- Consider This: Moments In My Writing Life After Which Everything Was Different (2020)